# Флоріан Йозефсон
Фло́ріан Йо́зефсон (нід. Florian Jozefzoon, МФА: [ˈfloːriˌjɑn ˈjoːzɛfˌsoːn]); нар. 9 лютого 1991, Сен-Лоран-дю-Мароні, Французька Гвіана) — суринамський футболіст, нападник футбольного клубу «Валвейк». Відомий також виступами за ПСВ, «Брентфорд», «Дербі Каунті», «НАК Бреда», «Кевії», «Ротергем Юнайтед» та амстердамський «Аякс» і збірну Суринаму.

## Життєпис

### Клубна кар'єра
Флоріан Йозефсон народився 9 лютого 1991 року у місті Сен-Лоран-дю-Мароні, що у Французькій Гвіані. Почав грати у футбол в Амстердамі за футбольний клуб АФК. З 2006 року по 2011 рік виховувався у місцевому «Аяксі», звідки почав викликатися до юнацьких збірних. 1 липня 2008 року Флоріан підписав свій перший професійний контракт з «Аяксом», розрахований на три роки.
В Ередивізі Йозефсон дебютував 14 серпня 2010 року проти футбольного клубу «Вітессе», який «сини бога» виграли з рахунком 4:2. Флоріан вийшов на заміну Урбі Емануельсону на початку першого тайму і майже одразу включився у гру, а також віддав гольову передачу Сіему де Йонгу. Гравець показував добрі результати у клубі, тому тодішній тренер «Аяксу», Мартін Йол, вирішив випустити Флоріана на поле у кубковому матчі проти клубу МВВ. У тому матчі нідерландець знову показав гарну гру: віддав гольову передачу форварду «синів», Моуніру Ель Гамдауї, а також забив свій перший гол у професійній кар'єрі. 10 червня 2011 року нідерландець вирішив продовжити контракт зі своїм клубом, щоправда, не пройшовши до основного складу, клуб 30 червня 2012 року вирішив віддати гравця в оренду.
Клубом, що прийняв Йозефсона став НАК, де Флоріан провів всього 16 матчів у чемпіонаті та 1 у кубку, але не зміг забити жодного гола.
По закінченню контракта з амстердамцями, гравець на правах вільного агента переїхав до міста Валвейк, грати у клубі РКК. У цьому клубі форвард молодіжної збірної Нідерландів дебютував 11 серпня 2012 року у матчі проти ПСВ, яку валвейкці виграли з рахунком 3:2. 1 вересня того ж року забив свій перший гол за клуб, зрівнявши рахунок, у домашньому матчі проти «Гераклеса». Всього за цей клуб молодий футболіст провів один сезон, де зіграв у 34-х матчах чемпіонату та забив 7 голів, а також у 2-х матчах кубку.
27 червня 2013 року Йозефсон знову змінив клуб, але цього разу перейшов до одного з грандів Ередивізі — ейндговенського ПСВ. У цьому клубі футболіст дебютував 30 липня того ж року, замінивши за 10 хвилин до кінця матчу Закарію Баккалі, у кваліфікаційному раунді ліги чемпіонів проти бельгійського Зюлте-Варегема. Це став перший матч футболіста у Лізі чемпіонів та єврокубках. Свій перший гол за «фермерів» Флоріан забив 17 серпня того ж року у матчі проти «Гоу Ейгед Іглз», який «червоно-білі» виграли з рахунком 1:0.

### Збірна
Йозефсон грав у багатьох юнацьких збірних Нідерландів, а згодом перейшов до молодіжної збірної. За цей час футболіст узяв участь у двох чемпіонатах Європи: 2010 (U-19) та 2013 (U-21)

### Матчі
| 01. | 13.10.2009 | Італія  | 1-1 | Товариський матч |
| 02. | 18.07.2010 | Франція | 1-4 | ЧЄ-2010 (U-19)   |
| 04. | 24.07.2010 | Австрія | 0-1 | ЧЄ-2010 (U-19)   |

Всього: 3 матчі; 1 нічия, 2 поразки.
| 01. | 05.02.2013 | Хорватія  | 3-2 | Товариський матч |
| 02. | 24.05.2013 | Австралія | 3-1 | Товариський матч |
| 03. | 06.06.2013 | Німеччина | 3-2 | ЧЄ-2013 (U-21)   |
| 04. | 12.06.2013 | Іспанія   | 0-3 | ЧЄ-2013 (U-21)   |

Всього: 4 матчі; 3 перемоги, 1 поразка.

## Статистика виступів
| Клуб                            | Ліга              | Сезон             | Чемпіонат | Чемпіонат | Кубок | Кубок | Єврокубки | Єврокубки | Інші змагання | Інші змагання | Інші змагання | Всього | Всього |
| Клуб                            | Ліга              | Сезон             | Ігор      | Голів     | Ігор  | Голів | Ігор      | Голів     | Назва         | Ігор          | Голів         | Ігор   | Голів  |
| ------------------------------- | ----------------- | ----------------- | --------- | --------- | ----- | ----- | --------- | --------- | ------------- | ------------- | ------------- | ------ | ------ |
| ПСВ                             | Ередивізі         | 13-14             | 5         | 1         | 0     | 0     | 4         | 0         | ЕД            | 3             | 1             | 12     | 1      |
| ПСВ                             | Всього            | Всього            | 5         | 1         | 0     | 0     | 4         | 0         |               | 3             | 1             | 12     | 2      |
| РКК                             | Ередивізі         | 12-13             | 34        | 7         | 2     | 0     | -         | -         | -             | -             | -             | 36     | 7      |
| РКК                             | Всього            | Всього            | 34        | 7         | 2     | 0     | 0         | 0         |               | 0             | 0             | 36     | 7      |
| НАК                             | Ередивізі         | 11-12             | 16        | 0         | 1     | 0     | -         | -         | -             | -             | -             | 17     | 0      |
| НАК                             | Всього            | Всього            | 16        | 0         | 1     | 0     | 0         | 0         |               | 0             | 0             | 17     | 0      |
| «Аякс» А                        | Ередивізі         | 10-11             | 4         | 0         | 1     | 1     | 0         | 0         | 0             | 0             | 0             | 5      | 1      |
| «Аякс» А                        | Всього            | Всього            | 4         | 0         | 1     | 1     | 0         | 0         |               | 0             | 0             | 5      | 1      |
| Всього за кар'єру               | Всього за кар'єру | Всього за кар'єру | 59        | 8         | 4     | 1     | 4         | 0         |               | 3             | 1             | 70     | 10     |
| Останнє оновлення 2 жовтня 2013 |                   |                   |           |           |       |       |           |           |               |               |               |        |        |

## Титули та досягнення

### Нідерланди
- «Аякс» Амстердам:
  -  Золотий призер чемпіонату Нідерландів (1): 2010–2011.